# 維奧拉 (阿肯色州)
維奧拉（英語：Viola）是一個位於美國阿肯色州富爾頓縣的市鎮。

## 地理
維奧拉的座標為36°23′50″N 91°59′00″W / 36.39722°N 91.98333°W，而該地的平均海拔高度為261米（即856英尺）。

## 人口
根據2020年美國人口普查的數據，維奧拉的面積為4.08平方千米，當中陸地面積為4.07平方千米，而水域面積為0.01平方千米。當地共有人口358人，而人口密度為每平方千米87人。